# Cônego Marinho
Cônego Marinho is een gemeente in de Braziliaanse deelstaat Minas Gerais. De gemeente telt 6.440 inwoners (schatting 2009).

## Aangrenzende gemeenten
De gemeente grenst aan Bonito de Minas, Itacarambi, Januária en Miravânia en Montalvânia.